# Ston
 Ovo je glavno značenje pojma Ston. Za druga značenja pogledajte Ston (razdvojba).
Ston je naselje i općina u Hrvatskoj.

## Općinska naselja
Na području općine nalazi se 18 naselja (stanje 2006.), to su: Boljenovići, Brijesta, Broce, Česvinica, Dančanje, Duba Stonska, Dubrava, Hodilje, Luka, Mali Ston, Metohija, Putniković, Sparagovići, Ston, Tomislavovac, Zabrđe, Zaton Doli i Žuljana.

## Zemljopis
Ston je glavni gradić općine koja se nalazi na poluotoku Pelješcu. Zemljopisno, ova općina prostire se od gradića Stona, kroz Ponikve, sve do Janjine. Tu se mijenjaju dva kraja. Gradić Ston koji ima druge po veličini zidine na svijetu (najduži očuvani obrambeni zid u Europi) i najstariju solanu u Europi, nalazi se na moru. Klima je blaga, ljeti sparna, zimi kišna. U Ponikvama je luka Prapratno i razna polja i vinogradi, što znači da je šuma posječena. Pošto su Ponikve ograđene brdima, zimi može padati i snijeg.

## Klima
Ston ima sredozemnu klimu. Ovu klimu karakteriziraju blage, vlažne zime i topla, suha ljeta. Prosječne ljetne temperature često prelaze 30 °C, dok su zimske temperature rijetko ispod 5 °C. Najviše oborina javlja se u jesen i zimu, dok su proljeće i ljeto uglavnom sušni. More i planine u okolici umirujuće djeluju na lokalne vremenske uvjete, pružajući blagu i ugodnu klimu tijekom cijele godine. Najviša maximalna dnevna temperatura izmjerena je 4. kolovoza 1981. i iznosi 41,5 °C, dok je najmanja izmjerena 19. Siječnja 2021. i iznosi je –9,1 °C.

## Stanovništvo
Prema popisu stanovništva iz 2001. godine naselja u općini Ston imala su sljedeći broj stanovnika:
- Brijesta – 78 stanovnika
- Broce – 100 stanovnika
- Boljenovići – 94 stanovnika
- Česvinica – 85 stanovnika
- Dančanje – 31 stanovnik
- Duba Stonska – 40 stanovnika
- Dubrava – 145 stanovnika
- Hodilje – 214 stanovnika
- Luka – 161 stanovnik
- Mali Ston – 152 stanovnika
- Metohija – 168 stanovnika
- Putniković – 105 stanovnika
- Ston – 528 stanovnika
- Sparagovići – 136 stanovnika
- Tomislavovac – 112 stanovnika
- Zabrđe – 67 stanovnika
- Zaton Doli – 158 stanovnika
- Žuljana – 218 stanovnika

| broj stanovnika | 3593  | 3548  | 3589  | 3842  | 4332  | 4288  | 4060  | 4045  | 3954  | 3972  | 3715  | 3283  | 2819  | 2802  | 2605  | 2407  | 2491  |
|                 | 1857. | 1869. | 1880. | 1890. | 1900. | 1910. | 1921. | 1931. | 1948. | 1953. | 1961. | 1971. | 1981. | 1991. | 2001. | 2011. | 2021. |

| broj stanovnika | 428   | 648   | 378   | 472   | 503   | 485   | 420   | 470   | 357   | 469   | 562   | 430   | 543   | 581   | 528   | 549   | 500   |
|                 | 1857. | 1869. | 1880. | 1890. | 1900. | 1910. | 1921. | 1931. | 1948. | 1953. | 1961. | 1971. | 1981. | 1991. | 2001. | 2011. | 2021. |

## Poznate osobe
- Rafo Ferri, hrvatski liječnik, pionir borbe protiv tuberkuloze
- Antun Sasin, hrvatski književnik
- Bruno Vernazza, hrvatski katolički svećenik

## Uprava
- Predsjednik Općinskog vijeća: Vedran Antunica
- Ured državne uprave u Dubrovačko neretvanskoj županija – voditelj ureda: Ante Karač

## Povijest
Prostor na kojem se danas nalaze Mali i Veliki Ston povijesno je jedno je od najbogatijih na čitavom dubrovačkom području. Zbog svog izvanrednog položaja, a to je kratka prevlaka koja spaja poluotok Pelješac s kopnom, plodnog polja s obiljem vode i plitkog zaljeva idealnog za vađenje soli, postao je obitavalište čovjeka već u najdavnijim vremenima.
Najstariji dokazi prisustva čovjeka na ovim prostorima nalaze se u špilji Gudnji, nedaleko Stona, a tu su i grobne gomile iz metalnih razdoblja prapovijesti.
Ljudi su ovdje vrlo rano izabrali najprije svoje privremeno, a kasnije stalno obitavalište. Tragovi upućuju na to da su je u neolitu živjeli u špiljama koje se nalaze na okolnim brdima iznad Stonskog polja, a kasnije, u metalnim fazama, u gradinskim naseljima što svjedoče grobne gomile.
Ilirsko pleme Plareja nastanjivalo je ovo područje do 36. pr. Kr. kad ih uništavaju i/ili romaniziraju Rimljani, u sklopu njihove kolonizacije istočne jadranske obale.
Rimljani za sobom ostavljaju ne samo pojedine arhitektonske spomenike, nego i ager, razdiobu plodnog Stonskog polja koja je i danas uočljiva. Od Rimljana potječe i današnje ime Stona, koje je izvedenica od tadašnjeg imena Stagnum/Stamnum. Ovo ime znači stajaća ili mrtva voda, što je pokazatelj da su u najranijem vremenu ovdje već postojala solila i da su naziv ovom naselju dali Rimljani baš zbog prironod svojstva ovog kraja – solana.
U 2. stoljeću na jednom rimskom zemljovidu nabrojena su sva važnija strateška mjesta i putovi starog vijeka, a tu se spominje ime mjesta Perdua ili Stamnes, koje se nalazilo na južnim i zapadnim obroncima brijega sv. Mihajla. 
Daleke 877. godine spominje se stonska biskupija, tako da se pretpostavlja da je biskupija u Stonu najstarija biskupija hrvatskog etničkog prostora. Ston postaje sijelo i vladara Zahumlja. 
Za vrijeme hrvatskih vladara od Višeslava do Zvonimira, tj. od IX do XII stoljeća zahumski knez je pod zaštitom hrvatskih vladara, a biskup je sufragan splitskog nadbiskupa. 
Od 1102. g. kad je Hrvatska ušla u državnu zajednicu s Ugarskom, Zahumlje je pod vrhovništvom Duklje i Bizanta, a biskup postaje sufragan Dubrovačkog biskupa. 
Godine 1168. raška dinastija Nemanjića pokorila Duklju i Zahumlje, a raški knez Deša daruje Mljet benediktincima, Stefan Nemanja u Zahumlju postavlja brata Miroslava knezom. U Raškoj Sava Nemanjić reorganizira crkvu, osniva i nove biskupije, a Ston i Pelješac stavlja pod upravu svojih episkopa. Unatoč tvrdnjama srpskih povjesničara ipak nije sigurno da je i jedan od Savinih episkopa rezidirao u Stonu. Sigurno je da je raška okupacija Stona trajala na prekide kroz 150 godina.
Nakon izmjena raznih dinastija na tlu Zahumlja, domaćih knezova, hrvatskih velikaša, raških župana i bosanske vlastele, 1325. g. vladarom Zahumlja postaje bosanski ban Stjepan Kotromanić. Kotromanići su u to vrijeme bili u sukobu sa srpskim županima, a to želi iskoristiti Dubrovnik, kojemu je bilo stalo do Stona i Pelješca. 
Tako 1333. g. Dubrovnik ulazi zauvijek u posjed Stona i Rata, i tako za ovaj kraj započinje novo poglavlje povijesti. Gradi se novi Ston, koji dobiva kneza, obnavljaju se solila, a u Ston dolazi 150 dubrovačkih obitelji. Već 1359. godine Ston i Mali Ston opasani su dvostrukim obrambenim zidom i postaju "neosvojivi".

## Gospodarstvo
- Solana u Stonu
- turizam
- ribarstvo
- ugostiteljstvo
- uzgoj školjkaša (marikultura)

## Spomenici i znamenitosti
- ostatci Starokršćanske crkve svete Marije Mandalijene na Gorici u Stonskom polju
- ostatci starokršćanske crkve svetoga Petra u Zamlinju, Stonsko polje
- ostatci protoromaničke crkve svetoga Martina u Pakljeni, Stonsko polje
- samostan bijelih dumana s predromaničkom crkvom svetoga Mihajla na istoimenom brijegu
- romanička crkva Gospe od Lužina u Lužinama, Stonsko polje
- crkva Gospe Nuncijate, Ston
- renesansna palača stonskih biskupa / biskupska palača / Ston
- Palača Republike, Ston
- Stonske zidine sa kulama i utvrdama, koje spajaju dva Stona

## Šport
U Stonu djeluje nogometni klub SOŠK (Stonski omladinski športski klub), na čijem stadionu trenutačno nastupaju NK Ponikve. 
Od 2008. održava se utrka STONe Wall Marathon. Trči se po Stonskim zidinama, kraj solane te farmi kamenica iz malostonskog zaljeva.

## Zanimljivosti
Po Stonu je ime dobio krater na Marsu.
- u Stonu je nastala jedinstvena slastica Stonska torta[7]

## Vanjske poveznice
- Službene stranice općine
- Crkve u Stonu na stranicama Muzeja Lapidarij Ston